# Pierre-Emmanuel Largeron
Pierre-Emmanuel Largeron est un violoniste et chef d'orchestre français, né en 1991 à Pertuis (Vaucluse). 

## Biographie
En 1998, il intègre le conservatoire de Nice et obtient à 8 ans un premier prix au concours Vatelot.
En 2012, il obtient le Master of Arts de l'université de Londres avec la plus haute distinction, ainsi que le diplôme de la Royal Academy of Music (DipRAM) dans la classe du maître franco-vénézuélien Maurice Hasson (en).
De 2014 à 2017, il effectue une recherche doctorale en musique assistée par ordinateur à l'université de Plymouth (Royaume-Uni). Il y développe, entre autres, un système de participation en ligne du public à un événement musical en direct.
De 2015 à 2017 il se spécialise dans la direction d'orchestre auprès des chefs d'orchestre Colin Metters, Simon Ible et Achim Holub. Il dirige notamment le Berlin Sinfonietta, le Ten Tors Orchestra, l'Orchestre universitaire de Plymouth et l'Orchestre des jeunes de Singapour.
Il fonde, en 2023, le Quintette Castellane (France) tirant ses influences des cafés-concerts et d'un répertoire peu connu.

## Prix et distinctions
- Premier prix au Concours Vatelot (1998)
- Premier prix, diplôme d'études musicales (2007)
- « Talent d'or » catégorie « Musique classique » du Rotary International (2010)[2]
- Trophée « Jeune Espoir » des Français de l'étranger, remis par Le Monde et Le Petit Journal (2017)[9]

## Actions humanitaires
Pierre-Emmanuel a participé à des concerts humanitaires qui ont permis de lever des fonds pour des organisations telles que le Rotary International. En 2011, il lève 20 000 € en un seul concert pour les victimes de l'accident nucléaire de Fukushima.